# Moses Gomberg

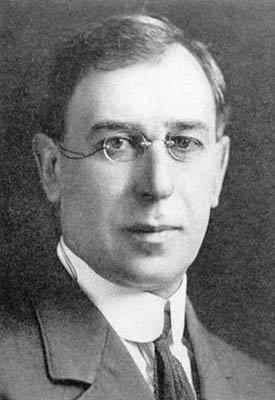
Moses Gomberg

Moses Gomberg, född 8 februari 1866 i Jelizavetgrad, Guvernementet Cherson, Nya Ryssland, Kejsardömet Ryssland död 12 februari 1947 i Ann Arbor, Michigan, var en rysk-amerikansk kemist. 
Gomberg lämnade med sin familj Ryssland 1884 på grund av judepogromerna efter mordet på tsar Alexander II och bosatte sig i Chicago. 1886-1887 lyckades han tillverka den på grund av steriska effekter mycket svårtillverkade tetrafenylmetan och identifierade korrekt trifenylmetylradikalen 1900, vilket gjorde honom till pionjär inom radikalkemin. Han blev 1899 professor i organisk kemi vid University of Michigan i Ann Arbor. 
Gomberg tilldelades Willard Gibbs-priset 1925.